# Yoann Denaive
 (janvier 2016).
Yoann Denaive est un acteur français.

## Filmographie

### Cinéma
- 1995 : Arthur, court métrage de Félicie Dutertre et François Rabes
- 1999 : Ma petite entreprise de Pierre Jolivet : Christophe Lansi
- 2002 : Parlez-moi d'amour de Sophie Marceau
- 2002 : Après la vie de Lucas Belvaux
- 2006 : Madame Irma de Didier Bourdon : Theo
- 2006 au cinéma : Je vais bien, ne t'en fais pas de Philippe Lioret : le frère de Thomas
- 2006 : Mon miroir, court métrage de Nicolas Birkenstock
- 2009 : Réfractaire de Nicolas Steil : Enrico
- 2010 : Rendez-vous avec un ange d'Yves Thomas : le jeune homme
- 2013 : Opium d'Arielle Dombasle : le journaliste radio
- 2013 : Dans sa bulle de Pierre-Loup Rajot : David
- 2014 : Rose, court métrage de Marie Coulangeon
- 2015 : Hostiles de Robin Plessy : l'agresseur
- 2022 : Ce n'est rien, court métrage de Marion Harlez-Citti

### Télévision
- 1997 : L'instit, Saison 4, épisode 17 : Jérôme
- 1997 : Louis la Brocante, saison 1, épisode 1 : Alain
- 2011 : À la maison pour Noël de Christian Merret-Palmair : le serveur
- 2011 : Longue Peine de Christian Bonnet : Eugène Machart
- 2012 : Chambre 327 de Benoît d'Aubert : Fabien Keller
- 2012 : Section de recherches, saison 7 épisode 12 : Yann Dubroux
- 2014-2017 : Le Sang de la vigne, série créée par Marc Rivière : Silvère Dugain
- 2015 : Candice Renoir, série créée par Solen Roy-Pagenault, Robin Barataud et Brigitte Peskine, saison 3 : Thomas Hérédia
- 2017 : Munch, épisode Jamais sans mon fils réalisé par Gabriel Julien-Laferrière : le prêtre dans l'épisode 07 de la saison 01 - Jamais sans mon fils.
- 2017 : Joséphine, ange gardien, épisode La parenthèse enchantée réalisé par Philippe Proteau : Olivier
- 2018 : Commissaire Magellan, épisode La chorale de Saignac réalisé par Stéphane Franchet : Hugo Vouvray
- 2019 : Balthazar : Benoit Langlard
- 2021 : Noël à tous les étages : le jeune papa
- 2023 : Camping Paradis (saison 14, épisode 4 Un boys band au Paradis) : Antoine